# Pierre Kerkhoffs
Pierre Kerkhoffs (Geelen, 1936. március 26. – 2021. október 19.) válogatott holland labdarúgó, csatár. 1963-ban holland, 1965-ben holtversenyben, svájci gólkirály volt.

## Pályafutása
1959 és 1961 között az SC Enschede, 1961 és 1964 között a PSV, 1964 és 1971 között a svájci Lausanne Sports labdarúgója volt. 1963-ban a PSV játékosaként holland, 1965-ben a Lausanne csatáraként holtversenyben, svájci gólkirály lett.
1960 és 1965 között öt alkalommal szerepelt a holland válogatottban.